# Episodi di The Sinner (quarta stagione)
La quarta e ultima stagione della serie televisiva The Sinner, composta da 8 episodi, è trasmessa sulla rete televisiva USA Network dal 13 ottobre 2021 al 1º dicembre 2021.
In Italia è stata pubblicata il 29 marzo 2022 sulla piattaforma streaming Mediaset Infinity+. In chiaro va in onda sul canale 20 dal 10 al 31 agosto 2022, in seconda serata. 
| n° | Titolo originale | Titolo italiano | Prima TV USA     | Prima TV Italia |
| -- | ---------------- | --------------- | ---------------- | --------------- |
| 1  | Part I           | Parte I         | 13 ottobre 2021  | 29 marzo 2022   |
| 2  | Part II          | Parte II        | 20 ottobre 2021  | 29 marzo 2022   |
| 3  | Part III         | Parte III       | 27 ottobre 2021  | 29 marzo 2022   |
| 4  | Part IV          | Parte IV        | 3 novembre 2021  | 29 marzo 2022   |
| 5  | Part V           | Parte V         | 10 novembre 2021 | 29 marzo 2022   |
| 6  | Part VI          | Parte VI        | 17 novembre 2021 | 29 marzo 2022   |
| 7  | Part VII         | Parte VII       | 24 novembre 2021 | 29 marzo 2022   |
| 8  | Part VIII        | Parte VIII      | 1º dicembre 2021 | 29 marzo 2022   |

## Parte I
- Titolo originale: Part I
- Diretto da: Derek Simonds
- Scritto da: Derek Simonds, Mia Chung

### Trama
Ancora scossi dal caso Burns, Harry e Sonya si recano sull'isola di Hanover, nel Maine. La sua amica artista, Greta, organizza per loro un alloggio sulla costa. Allontanandosi dal pranzo, Harry si avventura vicino a un molo e incontra Percy Muldoon, che lavora per l'azienda di pesca della sua famiglia. Percy menziona la sua stretta connessione con la natura e che l'oceano presto "parlerà" con lui. Più tardi quella notte, Harry fa una passeggiata, dopo aver visto Percy discutere con una figura ignota e scappare nei boschi la insegue; tutt'un tratto vede Percy gettarsi dal bordo di una scogliera verso l'oceano sottostante. Il capo della polizia Lou Raskin, la nonna di Percy, Meg, e lo zio Colin arrivano in seguito sulla scena dove non viene rinvenuto alcun corpo: i Muldoon sono sospettosi di Harry. Il giorno dopo, Harry torna nel bosco, dove la notte aveva sentito piangere, dove trova vari gingilli, tra cui un pezzo di corda annodata. Poi, visita l'impresa di pesca della famiglia Muldoon e vede Meg discutere con Mike Lam, un uomo asiatico che Harry scopre possiede una compagnia di pesca rivale a quella dei Muldoon. Più tardi, Harry è invitato a casa Muldoon, dove Meg gli permette di perquisire la stanza di Percy. Trova un altro ciondolo di corda e Meg dice che Percy voleva tenere vecchie corde del molo. Più tardi, mentre guarda le riprese notturne della videosorveglianza del molo, Harry vede Percy inginocchiata per terra, prima che fugga da una figura oscura. In seguito, Harry ha una visione in cui Percy gli chiede di trovarla. Successivamente Harry sente vicino a casa degli strani versi e avventurandosi nel bosco scorge alcune persone nude impegnate in una specie di rito.

## Parte II
- Titolo originale: Part II
- Diretto da: Adam Bernstein
- Scritto da: Jonathan Caren

### Trama
L'auto di Percy viene trovata e le impronte digitali all'interno portano Harry e Lou da CJ Lam, figlio di Mike Lam, che inizialmente ammette di aver avuto bisogno di un passaggio da Percy pochi mesi prima. Dopo aver visto un gingillo simile a quello trovato con la corda e le gomme dell'auto di CJ sporche di un terriccio rosso (trovato solo vicino all'auto di Percy) fanno di CJ il loro primo sospetto. Harry interroga l'unico residente nelle vicinanze dell'auto di Percy, uno spacciatore di nome Diez, che dice che CJ era lì la notte in cui Percy è scomparsa. Questo insospettisce ancora di più Colin Muldoon, che minaccia fisicamente CJ. Ammettendo di avere avuto una relazione selvaggia e segreta con Percy, alimentata dalla droga, CJ dice che hanno litigato la notte in cui è scomparsa, e lei si è ferita accidentalmente alla testa a seguito di una spinta, ma che i due si sono separati subito dopo l'accaduto. Harry e Lou trasmettono queste informazioni a Meg, che dice di aver visto lei stessa la ferita alla testa di Percy quella notte. Mentre si allontana, Harry ricorda che Meg ha detto di aver visto Percy l'ultima volta intorno alle cinque di quel pomeriggio, ovvero prima che Percy si ferisse: Harry deduce che Meg sta mentendo.

## Parte III
- Titolo originale: Part III
- Diretto da: Adam Bernstein
- Scritto da: Derek Simons

### Trama
Harry segue segretamente Meg sulla terraferma, dove la vede ricevere una busta di denaro e litigare con una donna sconosciuta fuori casa. Dopo che Meg se ne va, Harry segue la donna, che si scopre essere la madre biologica di Percy. Gli dice che, nove mesi prima, Percy era venuta da lei per scappare da Meg. In seguito, Harry visita Caroline, la coinquilina di Percy nell'entroterra fino a quando Percy, spaventata da una figura ignota, ritornò immediatamente da Meg sull'isola. Harry e Sonya visitano la casa dei Muldoon per fare alcune domande a Meg e finiscono per restare a cena. Harry confronta i Muldoon con ciò che è venuto a sapere, continuando a pensare che gli abbiano mentito. Al termine della cena, lui e Sonya tornano a casa, dove Sean conferma ad Harry che la famiglia gli sta mentendo. Più tardi, un cadavere viene visto galleggiare a pancia in giù vicino alla spiaggia.

## Parte IV
- Titolo originale: Part IV
- Diretto da: Radium Cheung
- Scritto da: Piero S. Iberti

### Trama
Viene confermato che il cadavere è quello di Percy, e il medico legale conferma anche che non c'è stato alcuna violenza fisica sul corpo. Dopo che la loro casa è stata saccheggiata, Sonya decide di lasciare l'isola, ma Harry sceglie di rimanere per continuare con le indagini. Il papà di CJ dice a Harry che ha visto spesso Colin e Percy litigare e poi uscire da soli sulla barca. Ma quando Harry affronta Colin su questo, Colin nega e afferma in modo credibile che stava cercando di instillare in lei una fede più forte in Dio. Più tardi, Harry ricorda che Sonya gli ha letto della "Leggenda di Bazegw", un racconto popolare originario dell'isola di Hannover, che Harry ora pensa possa fornire un aiuto per risolvere il mistero della morte di Percy.

## Parte V
- Titolo originale: Part V
- Diretto da: Haifaa Al-Mansour
- Scritto da: Kate Roche

### Trama
Harry scopre l'indirizzo di Em Castillo. Va a trovarla, ma, dal momento che non è in casa, irrompe e trova un taccuino con dettagli personali su Percy. Harry torna a casa e scopre che Em lo sta aspettando nella sua casa. Em confida ad Harry che Percy le ha chiesto aiuto per affrontare la sua vita, così Em ha cercato di aiutarla. Percy aveva detto a Em di essere responsabile della morte di qualcuno e che questo fatto la perseguitava da tempo. Harry poi parla con Sonya, che gli dice che un intruso ha rubato alcune delle sue fotografie. Per fortuna Sonya ha il backup d le foto e Harry mostra alcune di queste fotografie a Meg. Meg identifica una delle barche come appartenente a Brandon Keyser, uno degli ex fidanzati di Percy. Quando vanno al molo per vedere Brandon, scoprono che la sua barca, che sta rientrando nel molo, ha il pilota automatico e nessuno la sta guidando. Meg e Harry fermano la barca e ripescano dall’acqua il corpo di Brandon, che ha un proiettile nel cranio.

## Parte VI
- Titolo originale: Part VI
- Diretto da: Batán Silva
- Scritto da: Gerald Suesta

### Trama
Poiché l'omicidio di Brandon è di così grande risonanza, la polizia di Portland interviene per occuparsi delle indagini. Harry accusa la polizia di essersi concentrati su Mike Lam (secondo Harry innocente), il che costringe il capo della polizia ad emarginare Harry dal caso. Tuttavia, Harry continua le indagini da solo e scopre che Brandon sembrava essere immischiato in alcune cose illegali al cantiere navale. Quando Harry raggiunge il cantiere navale, scopre che "Valerie" è in realtà il nome di una barca, non di una persona e che a bordo si trova un set fotografico verosimilmente destinato a riprese pornografiche. Durante la sua ricerca, due uomini armati lo inseguono. Harry si nasconde, accoltella uno degli uomini alla gamba e scappa. Harry è ferito, ma Meg lo trova lungo la strada e lo salva. Quando Meg riporta Harry a casa sua, Sean li spia e fa una chiamata, dicendo al destinatario della chiamata che Harry è a casa loro e chiedendo cosa dovrebbe fare. Nel frattempo, la barca “Valerie” viene data alle fiamme per distruggere le prove.

## Parte VII
- Titolo originale: Part VII
- Diretto da: Batán Silva
- Scritto da: Mia Chung

### Trama
Harry visita il ristorante "The Golden Fish", dove la signora Lam gli rivela che una notte suo marito ha visto un gruppo di uomini e donne essere frettolosamente trasferiti dalla barca di Brandon a un'altra. Harry sospetta si possa trattare di traffico illegale di esseri umani e visita il proprietario del negozio che ha creato documenti d'identità falsi per queste persone, che gli dice di aver visto solo una barca nera con delle strisce rosse. Con le informazioni di quest'uomo, Em rintraccia il proprietario della barca e sbarca sulla sua isola e non visto vede Meg Maldoon che si congeda da Novak e va in barca, Verne Novak, un cinquantaduenne che vive su un'isola al largo di Hanover. Harry decide di far visita a Verne, ma quando gli si avvicina, ne consegue uno scontro a fuoco e Harry gli spara per difesa. Mentre giace lì sanguinante, Verne Novak dice a Harry che non ci si può fidare della polizia, dal momento che la notte della sua scomparsa, Percy avrebbe chiesto aiuto alla centrale. Harry viene arrestato e afferma che Novak è colui che ha ucciso Brandon. Quando la polizia si allontana, Harry ruba il telefono di Novak dalle prove, chiama uno dei numeri e vede che è il numero del poliziotto Josh, ovvero il poliziotto corrotto. In un flashback, Percy visita Josh alla stazione di polizia rivelando ciò che aveva visto riguardo al traffico di persone. Ma invece di portarla dal capo Raskin, Josh la porta a casa sua, dove viene restituita a Colin e Sean.

## Parte VIII
- Titolo originale: Part VII
- Diretto da: Monica Raymund
- Scritto da: Nina Braddock

### Trama
Bo Lam, il figlio maggiore dei Lam che a detta dei genitori viveva ad Hong Kong, appare per la prima volta tramite flashback, e la verità sulla sua sorte è che viene accidentalmente ucciso da Percy, che cerca di interrompere una rissa tra Sean e Bo sulla barca di Colin. Per mantenere i Lam tranquilli, i Muldoon danno ai Lam una delle loro licenze di pesca, così come una piccola isola dove i Lam seppelliscono Bo. Harry, intuisce tutto questo e ricostruisce la vicenda, e Sean finalmente ammette tutto, andando volontariamente alla polizia per confessare. Alla fine, si scopre che la morte di Percy è un suicidio, poiché nutriva un profondo senso di colpa per quello che era successo a Bo, e lui era la figura misteriosa che lei continuava a "vedere" dopo la sua morte. Harry, così, si trova sulla scogliera da dove Percy è saltata e, dopo aver avuto una conversazione immaginaria con Percy, riflette alla domanda fattagli da Percy: "Vedi un altro modo?", riferita a come uscire dal suo dolore.